# John Edward Lamb

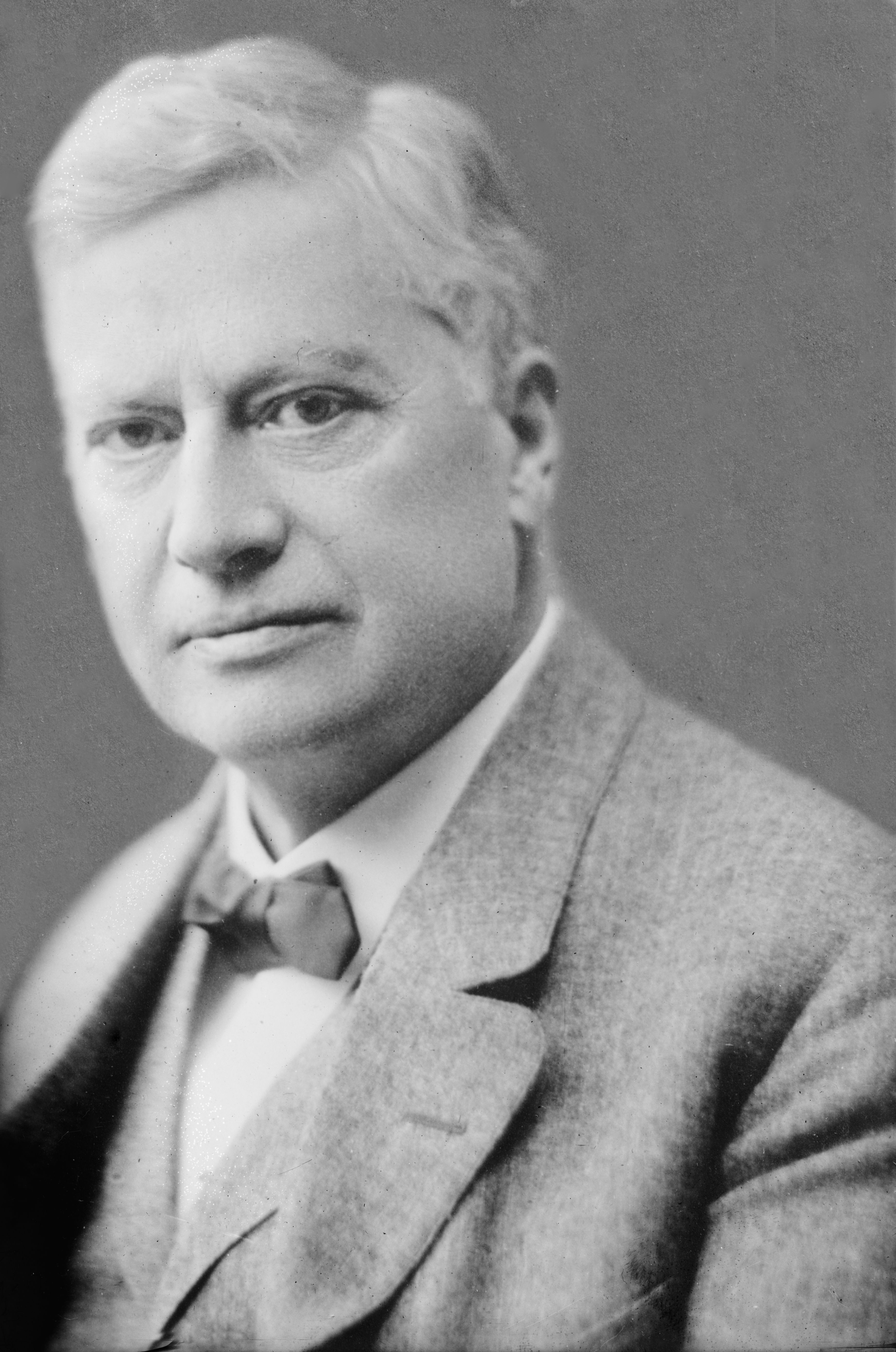
John Edward Lamb

John Edward Lamb (* 26. Dezember 1852 in Terre Haute, Indiana; † 23. August 1914 ebenda) war ein US-amerikanischer Jurist und Politiker. Zwischen 1883 und 1885 vertrat er den Bundesstaat Indiana im US-Repräsentantenhaus.

## Werdegang
John Lamb besuchte die öffentlichen Schulen seiner Heimat einschließlich der Terre Haute High School. Nach einem anschließenden Jurastudium und seiner im Jahr 1873 erfolgten Zulassung als Rechtsanwalt begann er in Terre Haute in seinem neuen Beruf zu arbeiten. Zwischen 1875 und 1880 war er Staatsanwalt im 15. Gerichtsbezirk von Indiana. Politisch schloss sich Lamb der Demokratischen Partei an. Bei den Kongresswahlen des Jahres 1882 wurde er im achten Wahlbezirk von Indiana in das US-Repräsentantenhaus in Washington, D.C. gewählt, wo er am 4. März 1883 die Nachfolge von Robert Peirce antrat. Bis zum 3. März 1885 konnte er eine Legislaturperiode im Kongress absolvieren.
Nach seinem Ausscheiden aus dem US-Repräsentantenhaus praktizierte Lamb wieder als Anwalt. Zwischen 1885 und 1886 fungierte er in der Nachfolge von Charles L. Holstein als Bundesstaatsanwalt für Indiana. In den Jahren 1892, 1896, 1904, 1908 und 1912 war er Delegierter zu den jeweiligen Democratic National Conventions. John Lamb starb am 23. August 1914 in seiner Heimatstadt Terre Haute, wo er auch beigesetzt wurde.